# Мидтаун комикс
Мидтаун комикс (Midtown Comics) је дистрибутер стрипа у Њујорку која има три стрип-књижаре на Менхетну и веб-страну за електронску продају стрипова. Овај највећи ланац књижара специјализованих за стрип, отворио је своју прву радњу 1997. на Тајмс скверу.
Друга књижара, на Авенији Лексингтон, отворена је 2004. Изузетно посећена, а један од разлога је и близина главне станице њујоршког метроа (чувени Grand Central Terminal).

## Историја
Мидтаун су основали Џери Гледстон (Gerry Gladston), Анџело Чантли (Angelo Chantly), Томас Галитос (Thomas Galitos) и Роберт Милета (Robert Mileta), пријатељи још за време тинејџерских дана, а касније партнери у трговини стриповима. Срели су се у Асторија предграђу Квинса, и најпре продавали стрипове у видео продавницама које су отворили у Бруклину и Квинсу. Касније су заједнички отворили прву књижару Мидтаун на Менхетну, која данас има у понуди приближно пола милиона стрипова и књига. Новинар Њујорк тајмса овако описује ове књижаре:
Стереотипично схватање неке продавнице стрипа била би да су то мрачне, збијене и прашњаве просторије, некакви момачки клубови где је девојкама забрањен улаз. Али стварност је другачија, оне су много шаренијa места. На пример, књижара у западном центру (West Side Midtown) је светла, прозрачна и врло пријатна, на два спрата и 460 m2 простора. Зидови су крцати полицама на којима стоје најновија стрип издања. Остали део нуди DVD-е, мангу, разгледнице и сличице, као и стара издања стрипова. Не фале ни играчке и остала колекционарска роба. Друга продавница, на ћошку Лексингтон Авеније и 45. улице, је нешто мања али зато не мање привлачна.
Мидтаун комикс је званични спонзор Њујоршког сајма стрипа (New York Comic Con), од његовог првог одржавања 2006. године. Сваке године, у времену трајања сајма, Мидтаун организује "шоу-унутар-шоа", тако што се у њему појављују стрип цртачи водећих компанија, као што су Марвел и Top Cow.